# 국악박물관
국악박물관(國樂博物館)은 대한민국의 국악 전문 박물관이다. 1995년 2월 23일 개관하였으며, 역사적·문화적으로 가치 있는 각종 국악 관련 자료와 유물 6,000여 점을 소장하고 있다. 서울특별시 서초구 서초동 남부순환로 2364 국립국악원 내에 위치한다.

## 건물
연건축면적 3,348m2의 4층 건물로 일곱 가지 주제로 꾸며진 여섯 개의 상설전시실에는 각종 국악기와 국악관련 음향․영상 자료 250여 점을 전시하고 있으며, 박물관에 마련된 입체영상실에서는 3D애니메이션을 언제나 감상할 수 있다. 흥미로운 테마의 특별․기획 전시도 다채롭게 마련하고 있다.

### 내부 시설
궁중음악실
중앙홀인 궁중음악실은 궁중의 음악과 무용을 소개해 놓은 공간이다. 나라의 잔치를 그린 조선시대의 병풍과 병풍 속 그림에서 찾아볼 수 있는 악기를 전시했다. 또 궁중에서 연행된 정재를 모사한 인형과 공연영상을 통해 조선시대 궁중 문화의 진수를 만나볼 수 있다.
원류음악실
신호와 의사소통의 수단으로 쓰였던 도구에서 음의 높낮이를 갖는 악기에 이르기까지 고대악기의 변천을 볼 수 있다. 고대유적 출토 유물 속 악기와 고분벽화 속의 악기를 만날 수 있으며, 특히 '가야금 제작 공방'에서는 우륵(于勒)의 정신을 이어가는 악기장의 모습과 가야금의 제작 과정을 살펴 볼 수 있다.
서민음악실
서민음악실에서는 땀 흘려 일하는 가운데 흥을 돋웠던 노동의 음악, 안녕과 행복을 빌었던 기원의 음악, 어깨를 절로 들썩이게 했던 유흥의 음악 등 민간에서 생겨나 오늘에 이어지는 백성들의 음악을 만나볼 수 있다.
선비음악실
조선의 사상과 문화를 이끌었던 선비들의 고매한 음악관을 만날 수 있는 전시실이다. 선비들의 음악 감상실이었던 풍류방을 재현해 관람객이 직접 옛 악보를 보고 악기를 연주하며 옛 선비들의 풍류를 즐겨볼 수 있다.
세종음악실
세종음악실에서는 학문과 백성을 지극히 사랑했던 대왕 세종의 음악적 업적을 마주할 수 있다. 세종대에 창안한 정간보와 국내에서 제작이 가능해진 편경(編磬) 등이 전시되어 있다.
궁중음악인실
궁중음악인실에는 궁중의 각종 의례에서 음악과 춤을 관장했던 장악원(掌樂院)과 장악원에 몸담았던 조선시대 최고 악인(樂人)들의 이야기가 펼쳐진다. 장악원 마지막 악인의 악기 등 유물도 함께 전시하였다.
근현대음악실
장악원의 명맥을 잇는 국립국악원과, 근현대를 가로지르는 국악계 스타, 국악 명반名盤 등이 전시되어 있다.
입체영상실
유아 및 초등학생을 대상으로 우리 음악을 소재로 한 3D 입체영상을 감상할 수 있는 공간이다.

## 같이 보기
- 대한민국의 박물관과 미술관 목록
- 대한민국의 국립 박물관 목록